# پاین۶۴
پاین۶۴ (انگلیسی: Pine64) شرکت الکترونیک هنگ کنگی آمریکایی است، که در سال ۲۰۱۵ تأسیس شد.